# مونگراسانو
مونگراسانو (به ایتالیایی: Mongrassano) یک کومونه در ایتالیا است که در استان کزنتزا واقع شده‌است.

## خصوصیات
مونگراسانو ۳۴ کیلومترمربع مساحت و ۱٬۶۹۴ نفر جمعیت دارد و ۵۴۰ متر بالاتر از سطح دریا واقع شده‌است.